# Arminia Bielefeld/Saison 1997/98
Dieser Artikel beschreibt den Verlauf der Saison 1997/98 von Arminia Bielefeld. Arminia Bielefeld trat in der Saison in der Bundesliga an und belegte am Saisonende den letzten Platz. Für den Verein war es der vierte Abstieg aus der Bundesliga. Im DFB-Pokal 1997/98 scheiterte die Arminia im Achtelfinale.

## Personalien

### Kader
| Frederik Gößling |
| Georg Koch       |
| Zdenko Miletić   |

| Christian Alder  |
| Karsten Bremke   |
| Bernd Eigner     |
| Hayden Foxe      |
| Heiko Gerber     |
| Ronald Maul      |
| Günther Schäfer  |
| Sonny Silooy     |
| Thomas Stratos   |
| Adalbert Safirow |

| Karim Bagheri        |
| Jörg Bode            |
| Matthias Breitkreutz |
| Rob Maas             |
| Silvio Meißner       |
| Jörg Reeb            |
| René Rydlewicz       |
| Michael Sternkopf    |

| Ali Daei       |
| Uwe Fuchs      |
| Josef Ivanović |
| Stefan Kuntz   |
| Giuseppe Reina |

### Transfers zur Saison 1997/98
| Zugänge | Abgänge |
| Sommerpause 1997 | Sommerpause 1997 |
| --- | --- |
| - Christian Alder (eigene Jugend) - Karim Bagheri (Persepolis Teheran) - Karsten Bremke (SpVgg Fichte Bielefeld) - Ali Daei (Al-Sadd) - Bernd Eigner (FC St. Pauli) - Hayden Foxe (Ajax Amsterdam) - Georg Koch (PSV Eindhoven) - René Rydlewicz (Bayer 04 Leverkusen) - Michael Sternkopf (SC Freiburg) - Adalbert Safirow (ZSKA Sofia) | - Geirmund Brendesæter (Brann Bergen) - Thomas von Heesen (Karriereende) - Michael Molata (Hamburger SV) - Rainer Rauffmann (Omonia Nikosia) - Uli Stein (Karriereende) - Ralf Voigt (SV Meppen) - Fritz Walter (SSV Ulm 1846) |
| nach Saisonbeginn | |
| | - Bernd Eigner (Hannover 96, Leihe) - Josef Ivanović (SV Meppen) |

### Funktionäre und Trainer Saison 1997/98
| Funktion    | Name             |
| ----------- | ---------------- |
| Cheftrainer | Ernst Middendorp |
| Co-Trainer  | Frank Geideck    |

## Saison
Alle Ergebnisse aus Sicht von Arminia Bielefeld. Grün unterlegte Ergebnisse kennzeichnen einen Sieg, rot unterlegte eine Niederlage und gelb unterlegte ein Unentschieden.

### Bundesliga
| ST | Datum              | Gegner                   | Ort      | Ergebnis | Tor(e) für Arminia                                      |
| -- | ------------------ | ------------------------ | -------- | -------- | ------------------------------------------------------- |
| 1  | 2. August 1997     | VfL Bochum               | Auswärts | 0:1      |                                                         |
| 2  | 5. August 1997     | VfB Stuttgart            | Heim     | 2:1      | Daei, Sternkopf                                         |
| 3  | 9. August 1997     | Karlsruher SC            | Auswärts | 1:3      | Eigentor durch Burkhard Reich                           |
| 4  | 23. August 1997    | Werder Bremen            | Heim     | 3:0      | Daei, Kuntz, Maul                                       |
| 5  | 1. September 1997  | TSV 1860 München         | Auswärts | 0:1      |                                                         |
| 6  | 12. September 1997 | Hansa Rostock            | Heim     | 0:1      |                                                         |
| 7  | 20. September 1997 | Bayer 04 Leverkusen      | Heim     | 2:1      | Fuchs, Kuntz                                            |
| 8  | 26. September 1997 | MSV Duisburg             | Auswärts | 1:2      | Kuntz                                                   |
| 9  | 4. Oktober 1997    | Borussia Dortmund        | Heim     | 3:1      | Kuntz, Stratos; Eigentor durch Lars Ricken              |
| 10 | 15. Oktober 1997   | 1. FC Kaiserslautern     | Auswärts | 1:3      | Kuntz                                                   |
| 11 | 19. Oktober 1997   | Borussia Mönchengladbach | Heim     | 3:1      | Daei, Reeb, Reina                                       |
| 12 | 25. Oktober 1997   | VfL Wolfsburg            | Auswärts | 0:2      |                                                         |
| 13 | 2. November 1997   | Hamburger SV             | Heim     | 0:3      |                                                         |
| 14 | 8. November 1997   | FC Bayern München        | Auswärts | 0:1      |                                                         |
| 15 | 19. November 1997  | Hertha BSC               | Heim     | 1:3      | Kuntz                                                   |
| 16 | 22. November 1997  | 1. FC Köln               | Auswärts | 5:3      | Kuntz (3), Reeb, Reina                                  |
| 17 | 29. November 1997  | FC Schalke 04            | Heim     | 1:1      | Reina                                                   |
| 18 | 6. Dezember 1997   | VfL Bochum               | Heim     | 0:2      |                                                         |
| 19 | 13. Dezember 1997  | VfB Stuttgart            | Auswärts | 0:1      |                                                         |
| 20 | 20. Dezember 1997  | Karlsruher SC            | Heim     | 2:1      | Bagheri, Daei                                           |
| 21 | 31. Januar 1998    | Werder Bremen            | Auswärts | 1:2      | Bagheri                                                 |
| 22 | 7. Februar 1998    | TSV 1860 München         | Heim     | 1:1      | Rydlewicz                                               |
| 23 | 14. Februar 1998   | Hansa Rostock            | Auswärts | 1:2      | Meißner                                                 |
| 24 | 28. Februar 1998   | Bayer 04 Leverkusen      | Auswärts | 0:0      |                                                         |
| 25 | 7. März 1998       | MSV Duisburg             | Heim     | 3:3      | Daei, Meißner, Reina                                    |
| 26 | 14. März 1998      | Borussia Dortmund        | Auswärts | 2:3      | Bagheri, Kuntz                                          |
| 27 | 29. April 1998 1   | 1. FC Kaiserslautern     | Heim     | 2:2      | Daei (2)                                                |
| 28 | 28. März 1998      | Borussia Mönchengladbach | Auswärts | 0:0      |                                                         |
| 29 | 4. April 1998      | VfL Wolfsburg            | Heim     | 0:1      |                                                         |
| 30 | 11. April 1998     | Hamburger SV             | Auswärts | 0:2      |                                                         |
| 31 | 18. April 1998     | FC Bayern München        | Heim     | 4:4      | Maas, Sternkopf, Stratos; Eigentor durch Samuel Kuffour |
| 32 | 24. April 1998     | Hertha BSC               | Auswärts | 1:1      | Kuntz                                                   |
| 33 | 2. Mai 1998        | 1. FC Köln               | Heim     | 2:1      | Fuchs (2)                                               |
| 34 | 9. Mai 1998        | FC Schalke 04            | Auswärts | 1:2      | Gerber                                                  |

### DFB-Pokal
| Runde | Datum              | Gegner              | Ort      | Ergebnis            | Tor(e) für Arminia       |
| ----- | ------------------ | ------------------- | -------- | ------------------- | ------------------------ |
| 1     | 16. August 1997    | SSV Reutlingen 05   | Auswärts | 3:0                 | Breitkreutz (2), Meißner |
| 2     | 23. September 1997 | Karlsruher SC       | Auswärts | 4:2 i. E. 2:2 n. V. | Kuntz, Meißner           |
| AF    | 3. Dezember 1997   | Bayer 04 Leverkusen | Auswärts | 3:4 i. E. 1:1 n. V. | Reeb                     |

## Statistiken

### Spielerstatistiken
| Spieler              | Bundesliga | Bundesliga | Bundesliga  | Bundesliga | DFB-Pokal | DFB-Pokal | DFB-Pokal   | DFB-Pokal  | Total    | Total | Total       | Total      |
| Spieler              | Einsätze   | Tore       | Gelbe Karte | Rote Karte | Einsätze  | Tore      | Gelbe Karte | Rote Karte | Einsätze | Tore  | Gelbe Karte | Rote Karte |
| -------------------- | ---------- | ---------- | ----------- | ---------- | --------- | --------- | ----------- | ---------- | -------- | ----- | ----------- | ---------- |
| Christian Alder      | 7          | 0          | 1           | 0          | 1         | 0         | 0           | 0          | 8        | 0     | 1           | 0          |
| Karim Bagheri        | 18         | 3          | 6           | 0          | 0         | 0         | 0           | 0          | 18       | 3     | 6           | 0          |
| Jörg Bode            | 25         | 0          | 0           | 0          | 3         | 0         | 0           | 0          | 28       | 0     | 0           | 0          |
| Matthias Breitkreutz | 19         | 0          | 0           | 0          | 3         | 2         | 0           | 0          | 22       | 2     | 0           | 0          |
| Karsten Bremke       | 6          | 0          | 2           | 0          | 0         | 0         | 0           | 0          | 6        | 0     | 2           | 0          |
| Ali Daei             | 25         | 7          | 5           | 0          | 1         | 0         | 0           | 0          | 26       | 7     | 5           | 0          |
| Armin Eck            | 0          | 0          | 0           | 0          | 0         | 0         | 0           | 0          | 0        | 0     | 0           | 0          |
| Bernd Eigner         | 0          | 0          | 0           | 0          | 1         | 0         | 0           | 0          | 1        | 0     | 0           | 0          |
| Hayden Foxe          | 0          | 0          | 0           | 0          | 0         | 0         | 0           | 0          | 0        | 0     | 0           | 0          |
| Uwe Fuchs            | 10         | 3          | 4           | 0          | 2         | 1         | 0           | 0          | 12       | 4     | 4           | 0          |
| Heiko Gerber         | 28         | 1          | 5           | 0          | 3         | 0         | 1           | 0          | 31       | 1     | 6           | 0          |
| Frederik Gößling     | 0          | 0          | 0           | 0          | 0         | 0         | 0           | 0          | 0        | 0     | 0           | 0          |
| Josef Ivanović       | 6          | 0          | 1           | 0          | 1         | 0         | 0           | 0          | 7        | 0     | 1           | 0          |
| Georg Koch           | 22         | 0          | 1           | 0          | 1         | 0         | 0           | 0          | 23       | 0     | 1           | 0          |
| Stefan Kuntz         | 32         | 11         | 6           | 0          | 2         | 1         | 0           | 0          | 34       | 12    | 6           | 0          |
| Rob Maas             | 24         | 1          | 8           | 0          | 1         | 0         | 1           | 0          | 25       | 1     | 9           | 0          |
| Ronald Maul          | 18         | 1          | 2           | 0          | 2         | 0         | 1           | 0          | 20       | 1     | 3           | 0          |
| Silvio Meißner       | 26         | 2          | 7           | 0          | 3         | 2         | 0           | 0          | 29       | 4     | 7           | 0          |
| Zdenko Miletić       | 14         | 0          | 0           | 0          | 2         | 0         | 0           | 0          | 16       | 0     | 0           | 0          |
| Jörg Reeb            | 33         | 2          | 6           | 0          | 3         | 1         | 1           | 0          | 36       | 3     | 7           | 0          |
| Giuseppe Reina       | 34         | 4          | 5           | 0          | 3         | 0         | 2           | 0          | 37       | 4     | 7           | 0          |
| René Rydlewicz       | 12         | 1          | 0           | 0          | 0         | 0         | 0           | 0          | 12       | 1     | 0           | 0          |
| Günther Schäfer      | 20         | 0          | 6           | 0          | 3         | 0         | 1           | 0          | 23       | 0     | 7           | 0          |
| Sonny Silooy         | 17         | 0          | 8           | 0          | 1         | 0         | 0           | 0          | 18       | 0     | 8           | 0          |
| Michael Sternkopf    | 26         | 2          | 5           | 0          | 1         | 0         | 1           | 0          | 27       | 2     | 6           | 0          |
| Thomas Stratos       | 31         | 1          | 8           | 0          | 3         | 0         | 0           | 0          | 34       | 1     | 8           | 0          |
| Adalbert Safirow     | 10         | 0          | 1           | 0          | 0         | 0         | 0           | 0          | 10       | 0     | 1           | 0          |

Vier Spieler sahen die Gelb-Rote Karte: Michael Sternkopf beim 2:1 gegen Bayer 04 Leverkusen am 20. September 1997, Rob Maas beim 2:1 gegen den Karlsruher SC am 20. Dezember 1997, Adalbert Safirow beim 0:0 bei Bayer 04 Leverkusen am 28. Februar 1998 und René Rydlewicz beim 2:3 gegen Borussia Dortmund am 14. März 1998.

### Zuschauer
Arminia Bielefeld begrüßte zu seinen 17 Heimspielen insgesamt 365.500 Zuschauer, was einem Schnitt von 21.500 entspricht. Den Zuschauerrekord gab es mit 22.512 bei gleich zehn Heimspielen, die damit allesamt ausverkauft waren. Die Gegner hießen in chronologischer Reihenfolge VfB Stuttgart, Werder Bremen, Borussia Dortmund, Borussia Mönchengladbach, Hamburger SV, FC Schalke 04, Karlsruher SC, VfL Wolfsburg, FC Bayern München, 1. FC Kaiserslautern und 1. FC Köln. Dagegen wollten nur 18.400 Zuschauer das Spiel gegen den VfL Bochum sehen.

## Varia
Arminia Bielefeld verpflichtete zu Saisonbeginn mit Karim Bagheri und Ali Daei die ersten iranischen Spieler der Bundesligageschichte. Während der Rückrunde sorgte das zerrüttete Verhältnis zwischen Stürmer Stefan Kuntz und Trainer Ernst Middendorp für ein schlechtes Klima innerhalb der Mannschaft, die insgesamt zwölf Spiele in Folge ohne Sieg blieb. Auf der Rückfahrt vom Auswärtsspiel beim Hamburger SV am 11. April 1998 verfolgte Middendorp ein Fernseh-Interview mit Stefan Kuntz, das ihn so in Rage brachte, dass er 70 Kilometer vor Bielefeld den Mannschaftsbus verließ und mit einem Taxi nach Hause fuhr.